# Revue parapluie
En recherche médicale, une revue parapluie (aussi appelée « revue générale », « revue des revues » ou encore « revue de compilation ») est une synthèse de revues systématiques ou de méta-analyses,,. Les revues parapluie sont parmi les niveaux de preuve les plus élevés actuellement disponibles en médecine.
En résumant les informations de plusieurs articles de synthèse, les revues parapluie facilitent l'examen des preuves et permettent la comparaison des résultats entre chacune des revues individuelles. Les revues parapluie peuvent aborder une question plus large qu'un examen typique, comme discuter de plusieurs comparaisons de traitements différents au lieu d'un seul,. Elles sont particulièrement utiles pour élaborer des lignes directrices et des pratiques cliniques, et pour comparer des interventions concurrentes,. Elles peuvent, toutefois, reporter ou exagérer, les défauts des revues dont elles font la synthèse.